# Heinz Werner Höber
Heinz Werner Höber (geboren 20. Mai 1931 in Bärenstein (Erzgebirge); gestorben 15. Mai 1996 in Berlin) war ein deutscher Autor, der vorwiegend Kriminalromane verfasste. Für sein Schaffen wurde er im Jahr 1990 zwei Mal mit dem Friedrich-Glauser-Preis ausgezeichnet (Bester Roman – Glauser-Autorenpreis für Nun komm ich als Richter, 1989 und Glauser Ehrenpreis – Auszeichnung für besondere Verdienste für seine zahlreichen unter Pseudonym verfassten Jerry-Cotton-Romane).

## Leben
Heinz Werner Höber wurde 1931 in Bärenstein im Erzgebirge geboren. Nach seiner Flucht aus der sowjetischen Besatzungszone im Jahr 1948 legte er 1951 im nordrhein-westfälischen Lemgo sein Abitur ab. Beruflich war Höber sodann zunächst als freier Mitarbeiter von Zeitungen und Zeitschriften tätig und versuchte sich als Autor von Theaterstücken zu etablieren, was ihm aber nicht gelang.
Ab Mitte der 1950er Jahre begann Höber Kriminalromane für Heftromanserien im Bastei-Verlag in Bergisch Gladbach zu verfassen. Sein erster Jerry-Cotton-Roman (Ich – oder der Satan) erschien 1955. Rasch wurde Höber zu einem der Hauptautoren der erfolgreichen Heftromanserie, der die von Delfried Kaufmann erfundene Romanfigur „Jerry Cotton“ entscheidend prägte und weiterentwickelte. Über die nächsten 15 Jahre schrieb Höber bis zum Jahr 1970 zahlreiche Jerry-Cotton-Romane. Nach einem Urheberrechtsstreit mit seinem Verlag um Honorarzahlungen, den Höber verlor, war dann für eine Dekade seine Mitwirkung an der Krimiserie unterbrochen, was ihn in wirtschaftliche Schwierigkeiten brachte. Erst ab 1980 schrieb Höber erneut Romane für die Jerry-Cotton-Serie.
Größere Anerkennung für sein Schaffen als Krimi-Autor erhielt Höber erst wenige Jahre vor seinem Tod, als er im Jahr 1990 mit dem Glauser-Preis für den Besten Roman des Jahres ausgezeichnet wurde und zugleich den Ehren-Glauser für seine Verdienste um die Jerry-Cotton-Romanserie erhielt.
Höber starb 1996 in Berlin an einer Krebserkrankung.

## Werke
Heinz Werner Höber verfasste über 370 Kriminalromane, die meisten davon unter dem Sammelpseudonym „Jerry Cotton“ für die Heftromanserie und Taschenbuchreihe mit den aus der Ich-Perspektive erzählten Abenteuern des gleichnamigen New Yorker FBI-Agenten. Unter dem Pseudonym „Heinz Werner Müller“ veröffentlichte er die Kriminalromane Mord – made in Germany (Bastei-Verlag Lübbe, Bergisch Gladbach 1987) und Jürgen Rolands Großstadtrevier. Drei Romane in einem Band (Bastei-Verlag Lübbe, Bergisch Gladbach 1988). Unter seinem eigenen Namen veröffentlichte er den mit dem Glauser-Preis ausgezeichneten Kriminalroman Nun komm ich als Richter (Rowohlt Verlag, Reinbek 1989).